# Mario Kindelán
Pour les articles homonymes, voir Kindelán.
Mario Kindelán est un boxeur cubain né le 10 août 1971 à Holguín.

## Carrière
Champion olympique aux Jeux de Sydney en 2000 dans la catégorie poids légers, il s'impose de nouveau à Athènes en 2004 et remporte 3 médailles d'or aux championnats du monde de Houston en 1999, Belfast en 2001 et Bangkok en 2003 ainsi que 2 médailles d'or aux Jeux panaméricains de Winnipeg en 1999 et Saint-Domingue en 2003.

## Parcours auxJeux olympiques
Jeux olympiques d'été de 2000 à Sydney (poids légers) :
- Bat Pongsit Wiangviset (Thaïlande) 14-8
- Bat Tigran Ouzlian (Grèce) par arrêt de l'arbitre au 4e round
- Bat Aleksandr Maletin (Russie) 27-15
- Bat Andriy Kotelnik (Ukraine) 14-4

 Jeux olympiques d'été de 2004 à Athènes (poids légers) :
- Bat Ahmed Sadiq (Nigéria) par arrêt de l'arbitre au 3e round
- Bat Asghar Ali Shah (Pakistan) 24-9
- Bat Rovshan Huseynov (Azerbaïdjan) 23-11
- Bat Murat Khrachev (Russie) 20-10
- Bat Amir Khan (Royaume-Uni) 30-23